# منزل شاتسورث
منزل شاتسورث (بالإنجليزية: Chatsworth House) هومنزل فخم في مقاطعة ديربيشاير، إنجلترا، حوالي 5.6 كيلوميتر شمال شرق باكيويل و 14 كيلومتر غرب شسترفيلد. وهو منزل دوق كافينديش وهو أيضا منزل عائلة كافينديش منذ عام 1549. 
يقع على الضفة الشرقية لنهر درونت، ويقع في الغابات ويحاط من الخلف بالتالال المرتفعة الجبلية المليئة بالأشجار، يحتوي على مجموعة من اللوحات، قطع الأثاث، المنحوتات الكلاسيكية، الكتب وفطع فنية أخرى غير مقدرة بثمن.

## عمارة المنزل
بني منزل شاتسورث على أرض منحدره، منخفضة من جهتي الشمال والغرب أكثر من جهتي الجنوب والشرق. القصر الأصلي تم بناؤه في عام 1560 بواسطة الكونتيسة إليزيبث تالبوت على شكل رباعي الزوايا، 50 مترا من الشمال للجنوب 60 مترا من الشرق إلى الغرب، وله فناء داخلي واسع في المنتصف. المدخل الأمامي كن من الجهة الغربية وزين بأربعة أبراج، القاعة الرئيسية من طراز القرون الوسطى كانت في الجهة الشرقية للفناء الداخلي، وقاعة الرسومات كانت ومازالت مركز المنزل إلى الوقت الحاضر.
الواجهة الجنوبية والشرقية للمنزل تمت إعادة بناؤها بطلب من المعماري ويليام تالمان وتم إكمالها بتاريخ 1696 لصالح ويليام كافينديش، دوق كافينديش الأول. كان منزل شاتسورث معلما في تطور العمارة الإنجليزية. حسب المؤرخ المعماري جون سوميرسون، «لقد بدأ ثورة معمارية تناظر الثورة السياسية» تصميم الواجهة الجنوبية كان ثورياً بالنسبة لمنزل إنجليزي، في ظل غياب العلّيات وسقف متعدد الميول، وبالرغم من عدم وجود دورين أساسيين وسرداب مسوَّر. واجهة المبنى كانت مليئة بالتفاصيل وأعمدة ومنحوته بشكل أيوني وذا سطح معمد بشكل كبير ودرابزين. السلالم الحجرية الثقيلة ذات الأحجاء المائلة القائمة حالياً تصل الطابق الأول إلى الحديقة هي بديل من القرن التاسع عشر الميلادي لسلالم مزدوجة أنيقة. الجهة الشرقية هي الأكثر هدوءاً من الأربع جهات في المبنى الرئيسي 

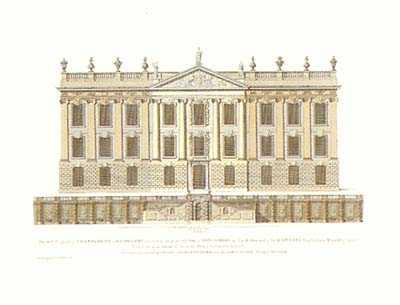
الواجهة الغربية لمنزل شاتسورث

الواجهتين الغربية والشمالية قد تكون أحد أعمال المعماري توماس أركر، وغالب الظن بمشاركة الدوق نفسه. الواجهة الغربية بها تسعة فراغات وقوصرة مركزية مدعومة بأريع أعمدة ذوات تيجان. وبسبب ميلان الموقع فالواجهة الغربية أصول من الشمالية.

## التصميم الداخلي
الدوق الأول والسادس ورثا منزلا قديماً، وحاولا تكييفه مع نمط حياة عصرهم دون إحداث تغيير الجذري في التصميم الأصلي، مما جعل تصميم منزل شاتسورث مميزاً، مليئاً بالشذوذ ووعناصر التصميم الداخلي عبارة عن مجموعة من الأنماط المختلفة. معظم غرف المنزل يمكن يعرف العصر الذي تتبع لها، وفي معظم الحالات، تم تغيير تصميم الغرف أكثر من الذي يمكن أن يلاحظ من الوهلة الأولى.

### صالة الواجهة (المدخل)

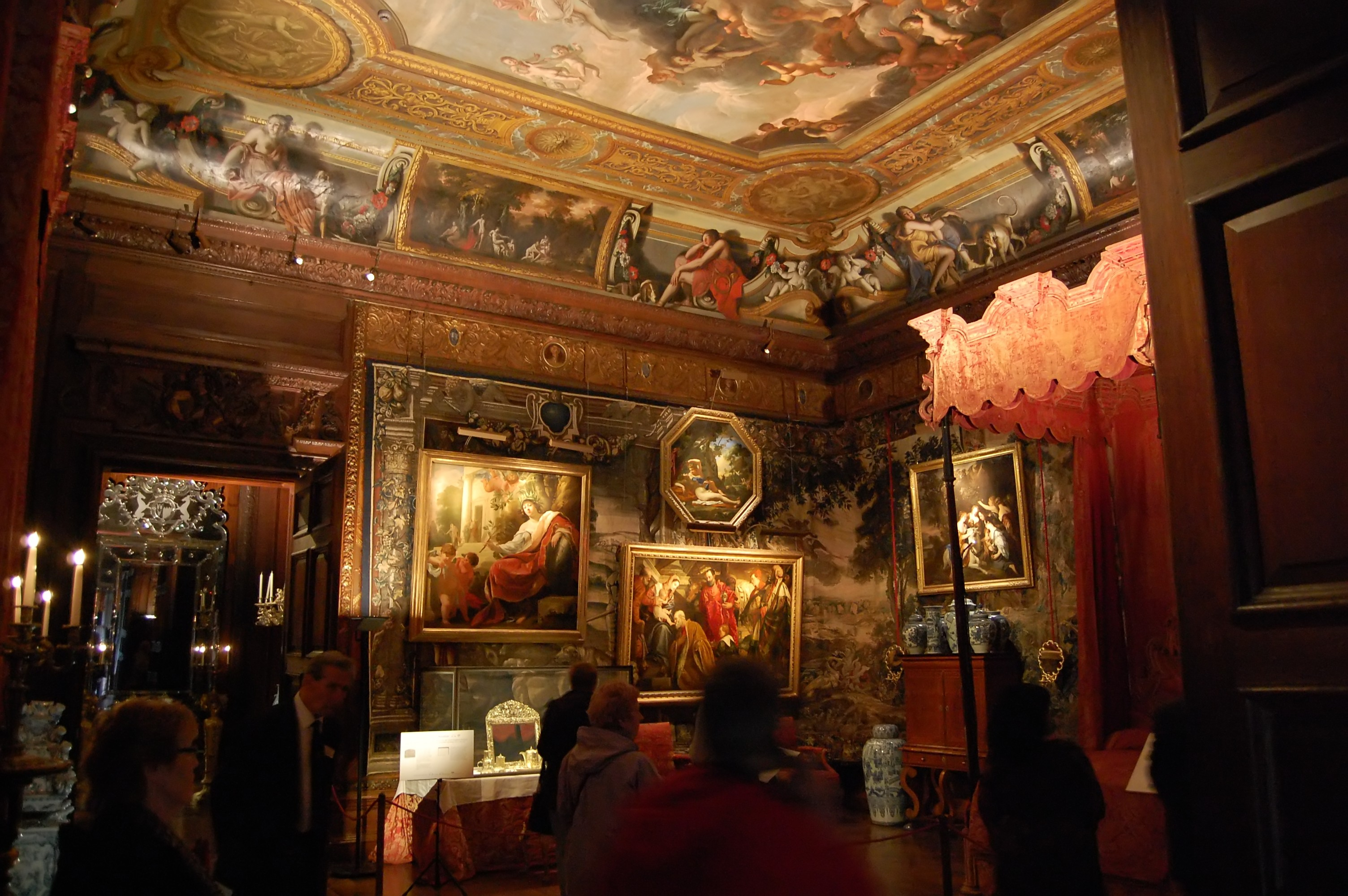
غرف النوم

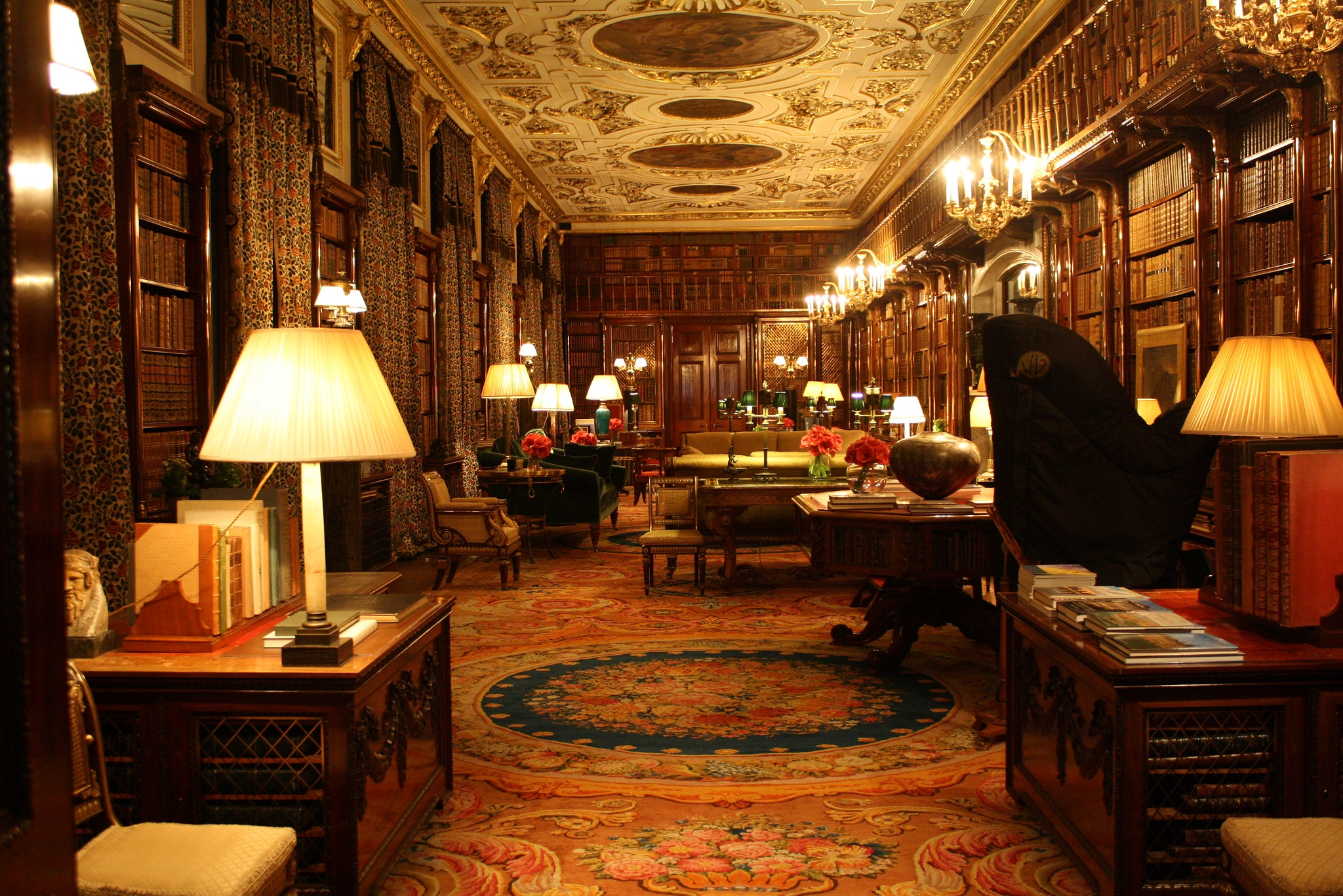
المكتبة